# Niedźwiedzia skóra
Niedźwiedzia skóra (Bärenhäuter) – baśń opublikowana przez braci Grimm w 1815 roku w zbiorze ich Baśni (tom 2, nr 101).

## Treść
Źródło: 
Pewien młody człowiek zaciągnął się do wojska. Podczas wojny wyróżniał się męstwem, jednak gdy wojna się skończyła, został bez środków do życia. Nie mogąc liczyć na pomoc rodziny i nie mając gdzie się podziać wyruszył w świat cierpiąc głód. Podczas wędrówki spotkał diabła, który ofiarował mu pieniądze, ale postawił warunek: „Przez najbliższe siedem lat nie wolno ci się myć ani czesać brody i włosów, nie będziesz obcinał paznokci ani modlił się do Boga Ojca. Dam ci wtedy surdut i płaszcz, a musisz go nosić przez cały ten czas. Jeśli w czasie tych siedmiu lat umrzesz, jesteś mój, lecz jeśli przeżyjesz, będziesz wolny i bogaty do końca życia”. 
Następnie dał mu zielony surdut i rzekł: „Gdy będziesz nosił ten surdut na sobie i włożysz rękę do kieszeni, będziesz miał zawsze garść pełną pieniędzy.” Potem dał mu niedźwiedzią skórę i rzekł „To jest twój płaszcz i twoje łoże, bo na nim właśnie będziesz spał i nie wolno ci wchodzić do innego. W tym odzieniu zwać cię będą Niedźwiedzia Skóra”. Młodzieniec przyjął te warunki.
Od tej pory nie cierpiał już głodu. Niedźwiedzia skóra, brud i niegolony zarost sprawiały, że ludzie bali się go i stronili od niego. Jednak młodzieniec wszędzie dobrze płacił i zawsze znajdował posiłek i nocleg. Rozdawał też jałmużnę żebrakom, przykazując, by w zamian modlili się za niego. 
Pewnego dnia spotkał starego, płaczącego człowieka. Okazało się, że człowiek ten płakał z powodu swojej biedy. Wraz z trzema córkami przymierał głodem, a na dodatek groziło mu więzienie za długi. Niedźwiedzia Skóra wzruszony jego sytuacją obdarował go pieniędzmi. 
Chcąc okazać wdzięczność stary człowiek pozwolił mu wybrać za żonę jedną z trzech córek, które były bardzo piękne. Jednak młodzieniec, brudny i zaniedbany nie spodobał się córkom. Dwie z nich odmówiły poślubienia go. Jedynie najmłodsza wyraziła zgodę, mówiąc do ojca: "Drogi ojcze, to musi być dobry człek, który wybawił was z niedoli. Jeśli obiecaliście mu za to narzeczoną, musi się stać wedle waszego słowa."  
Młodzieniec poinformował najmłodszą córkę biedaka, że musi wędrować jeszcze trzy lata. Po tym okresie wróci, by ją poślubić. Poprosił również narzeczoną, by modliła się za niego. 
Od tej pory młodzieniec przemierzał świat, wędrując z jednego miejsca na inne, gdzie mógł wspierał biednych, by się za niego modlili. Tymczasem jego narzeczona musiała cierpieć docinki od sióstr, które śmiały się z niej. Kiedy trzy lata minęły, przed młodzieńcem zjawił się diabeł, z niezadowoloną miną, żądając zwrotu surduta. Młodzieniec był już wolny i bogaty. Mógł się umyć i założyć nowe ubranie.
Odświętnie ubrany zjawił się w domu biedaka i jego córek. Nie został początkowo rozpoznany. Kobiety były zachwycone jego urodą i bogactwem. Kiedy się przedstawił kim jest, jego narzeczona była szczęśliwa. Z kolei jej siostry były wściekłe i z zazdrości odebrały sobie życie. 
Wieczorem młodzieńca odwiedził diabeł w zielonym surducie i rzekł: „Widzisz, mam teraz dwie dusze zamiast twojej jednej.” 

## Ekranizacje
- Baśnie braci Grimm (Niedźwiedzia skóra – odcinek 16, seria 2) – japoński serial animowany (1987-1988)
- Baśnie Braci Grimm: Simsala Grimm (odcinek 45, seria 3) – niemiecki serial animowany z lat 1999-2000
- Niedźwiedzia skóra – niemiecki film z 2015 roku